# Paolo e Francesca (film 1971)
Paolo e Francesca è un film del 1971 diretto da Gianni Vernuccio.
È il primo film in cui compare Teo Teocoli, accreditato nei titoli di testa come "Theo Colli".

## Trama
Giovanni e Paolo Malatesta sono due giovani orfani che devono far andare avanti la casata. Il primo è scontroso e introverso, invece Paolo è allegro e spensierato. Quando Giovanni si sposa con Francesca Podesti, le impedisce di rivedere i suoi vecchi amici. Durante la loro permanenza nel castello, Paolo ha la possibilità di incontrare e parlare con Francesca, che se ne innamora a prima vista. In seguito Paolo decide di organizzare una festa tra vecchi amici e invita anche i coniugi Giovanni e Francesca. Quando Giovanni scopre l'amore segreto del fratello e della moglie, li uccide in preda alla gelosia. Essi verranno ritrovati da Dante nell'inferno.